# Vignole
Vignole je otok od 0,0253 km² u Venecijanskoj laguni, sjevernoistočno od Venecije, u pravcu puno poznatijeg i većeg otoka Sant Erasmo. 
Otok je podijeljen na dva dijela prokopanim kanalom preko kojeg je izgrađen most. Na otoku danas živi vrlo malo ljudi, kao i na susjednom nešto sjevernijem Sant Erasmu. Stanovnici Vignole bave se povrtlarstvom. Veći sjeverni dio otoka je rezerviran za vojsku, tamo se nalazi povijesna utvrda Sant Erasmo, vojarne pukovnije talijanskog mornaričkog pješaštva - Lagunari, i njihova pomorska baza. 
Iz Venecije se do Vignole može doći vaporetom - linija 13. 

## Povijest
U prošlosti je otok zvan Biniola ili Otok sedam vinograda, Mlečani su ga osobito cijenili kao otok pogodan za ladanje, kao i Rimljani prije njih. U to vrijeme otok su još oplakivale vode Jadranskog mora, jer se tad pješčana sprud Punta Sabbioni još nije toliko proširila i zatvorila Venecijansku lagunu za jadranske vode. U 7. stoljeću u Vignolima su dva tibuna iz Torcella podigli malu crkvicu u slavu sv. Ivana Krstitelja i sv. Justine. 
Od toga je preostala mala slikovita kapela uz kanal, sa zvonikom, posvećena sv Eroziji. 